# Artern

Artern este un oraș din districtul Kyffhäuserkreis, Thuringia, Germania. Este situat la confluența râurilor Unstrut și Helme, la 12 km sud de Sangerhausen. Orașul este legat feroviar de Erfurt, Naumburg și Sangerhausen. Populația orașului era de 6.165 în 2006.